# الهندوسية والثيوصوفية

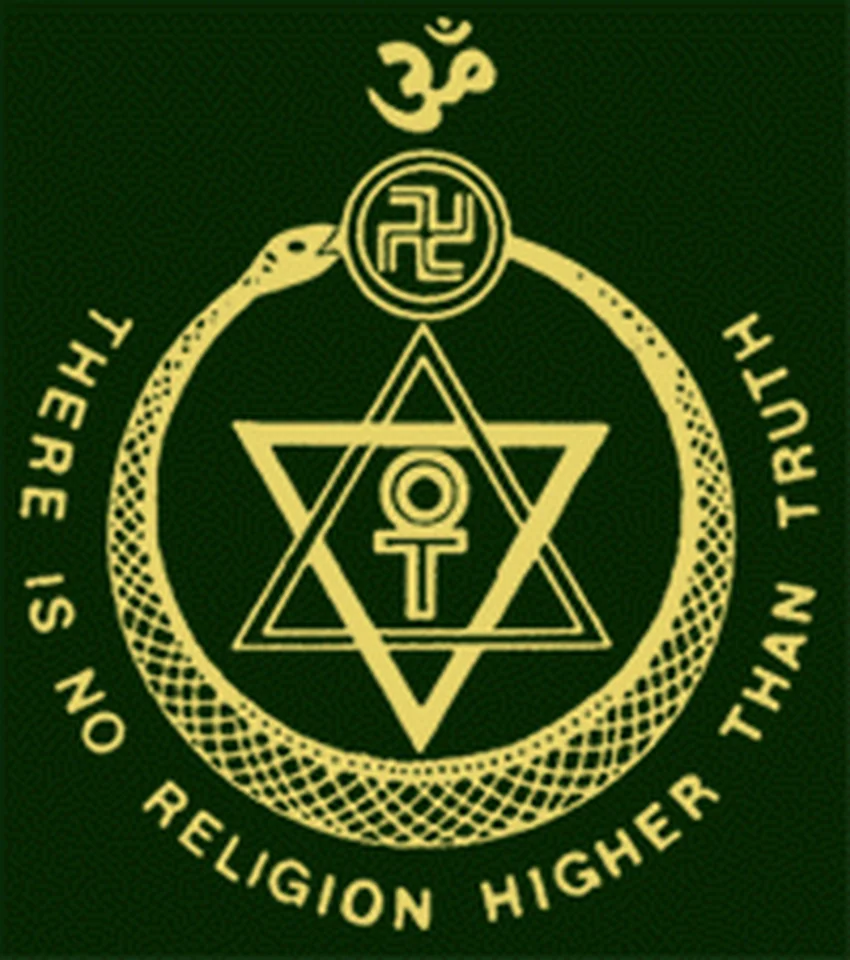
صورة لرمز الثيوصوفية

تنظر الثيوصوفية المعاصرة للهندوسية على أنها مصدر من أهم مصادر الحكمة الخاصّيّة في الشرق. تأسس المجتمع الثيوصوفي على أمل أن «تُدمَج الأفكار الفلسفية الدينية الآسيوية في توليفة دينية كبرى». كتب البروفيسور أنطوان فيفر أن المجتمع الثيوصوفي في محتواه وإلهامه يعتمد اعتمادًا كبيرًا على التقاليد الشرقية، «ولا سيما الهندوسية، وفيها يعكس المناخ الحضاري التي ولدت فيه الهندوسية». لاحظ عالم الهنديات الروسي ألكسندر سنكيفتش أن مفهوم الثيوصوفية عند هلينا بلافاتسكي قائم على الهندوسية. حسب الموسوعة الهندوسية، فإن «الثيوصوفية تعليم غربي خاصي، ولكنها توافق الهندوسية في نقاط عديدة».

## نظائر فلسفية

### رأي مرون سنل
في عام 1895، نشر البروفيسور مرون سنِل (من الجامعة الكاثوليكية الأمريكية) مقالة، سمى فيها الثيوصوفية «شكلًا مميّزًا من الوثنية الجديدة»، وحاول أن يعرف موقفها من «المدارس المتعددة من الفكر اليوذي والفيدي»، أي المعتقدات البوذية والهندوسية. 
وفي رأيه أن الثيوصوفية والفيدية غير مرتبطتين، لأن النصوص الفيدية الأولى، مثل الريغفيدا، ليس فيها عقائد التناسخ وعقيدة الكارما. تحتوي الأوباناشيدات على المعاني الباطنية للفيدات، وهذا أمر مهم جدًّا لفهم الثيوصوفية، لأن الأوبانشيدات كانت أساس المدارس الفلسفية الهندية الستة العظيمة، التي سماها بلافاتسكي «المبادئ الستة التي توحد الحكمة، والتي سابعها: العرفان، أي العلم الباطن». ولكن سنل يقول إنه مع ذلك، قد تتفق النظرية الثيوصوفية مع الأوباناشيدات أحيانًا، من حيث أن أهم أجزائها الفلسفية إنما هو «مشتق من الدارسانات». لذا وجد براهمان ومايا الفيدنانتيان، وبوروشا وبراكريتي السامخيان، ويوغا الباتانجالي، والأدريشتا عند الفيشيشيكا، كل هؤلاء وجدوا مكانًا في الثيوصوفية. في رأي سنيل، فإن معظم عناصر النظام الديني الفلسفي هندوسية بوضوح. ترتبط فلسفة الثيوصوفية ارتباطًا حميمًا بفلسفة اليوغا المفدنتة (من الفيدانتا)، ولكنها تقبل العقيدة الأساسية لمدرسة الأدفايتا الصافية. 
وانتهى سنل إلى أنه رأى أن عملية هندسة (من الهندوسية) الثيوصوفية يمكن أن تُرى بمقارنة الأعمال القديمة والحديثة لشخصياتها القيادية. وفي رأيه، إن العملية أثرت فيها حركة آريا ساماج، وهي فرع جديد من الفيشنافية، أكد على ضرورة دراسة الفيدات وأهميتها. 

### الهندوسية والتعاليم السرية
لاحظ البروفيسور دونالد لوبيز أن مؤسسي المجتمع الثيوصوفي في عام 1878 وجهوا جهودهم «إلى نشر أوسع لأخوية الإنسانية في العلام كله، وادعوا التشابه بين الثيوصوفية وفلسفة المشرق، لا سيما البوذية والهندوسية». وفي رأي جونز وريان، فإن الثيوصوفيين «اعتمدوا اعتمادًا حرًّا على فهمهم للفكر الشرقي، لا سيما على الرؤية الكونية الهندوسية والبوذية». لاحظ عالم الهنديات البريطاني جون وودروف أن التعاليم الثيوصوفية مستوحاة على نحو واسع من الأفكار الهندية. كتب البروفيسور إقبال تيمني أن كثيرًا من المعارف الكونية لم تزل «دائمًا متاحة، لا سيما في أدبيات الأديان القديمة كالهندوسية». ولكن في معظم الحالات، كانت هذه المعارف مقدمة بشكل عقائد صعبة الفهم. في رأي تيمني، قدمت الثيوصوفية لهذه العقائد «النظام والوضوح والمظهر العقلاني»، وهو ما أتاح لنا فهمًا واضحًا ونظاميًّا للعمليات والأنظمة التي قام عليها الكون المكشوف، «الظاهرية والباطنية». 

حسب التعاليم الثيوصوفية، فإن «الوعي الكوني الذي هو جوهر كل الحياة»، يقبع في قاعدة الوعي الفردي، وهذا يتفق مع وجهة نظر الأدفايتا فيدانتا، التي تقول إن أتمان «هو هو براهمان، النفس الكونية». كتب البروفيسور نيكولاس غودريك كلارك: 
«إن تفضيل بلافاتسكي للأدفايتا فيدانتا مرتبط بتصويرها للحقيقة المطلقة تصويرًا أحاديًّا مطلقًا غير مؤلّه ولا مشخّص». «هذه العقيدة غير الثنوية في بارابراهم على أنه المبدأ الإلهي الكوني أصبحت أول بند من بنود العقيدة السرية». 
تقول قصيدة في الكتاب إن في الوجود «مبدأً دائم الحضور أزليّ لا قيد له ولا يتطرق إليه التغير، ولا طريق إلى معرفته، فهو فوق قدرة الفهم البشرية وما من أحد وصفه كتعبير إنساني إلا وقد قزمه وقلل من قدره». في كتابه الإنسان والله والكون أظهر تيمني عدة أمثلة تظهر اتساق النظرة الكونية في العقيدة السرية مع آراء الفلسفة الهندوسية. 
«في المطلَق توازن بين كل المتناقضات واندماج بين كل المبادئ التي تقدم باختلافها أدوات مختلفة لإدارة ماكينة الكون المتجلي. أول اختلاف في الحقيقة المطلقة يؤدي إلى ظهور حقيقتين قطبيتين في الطبيعة، هما شيفا وشكتي في الفلسفة الهندوسية، ومبدأ الأب والأم في العقيدة السرية. شيفا هو أصل الوعي وشكتي هو أصل القوة، كل تجليات الوعي آتية من شيفا وكل تجليات القوة آتية من شكتي». 
كتب البروفيسور روبرت إلوود إنه من وجهة النظر الثيوصوفية، «لا ينبغي أن ينظر إلى الروح والمادة على أنهما حقيقتان مستقلتان، بل على أنهما وجهان للمطلق بارابراهم، يؤسسان قاعدة الوجود المكيَّف سواء أكان ذاتيًّا أو خارجيًّا». 
حسب الفلسفة الهندوسية، إن وعي شيفا هو مستودع يكون فيه كل الكون في مرحلة البرالايا. بعد كل فترة من التجلي، يمضي الكون أو النظام الشمسي، «إلى وعيه»، حسب التبادل الأزلي لمرحلة التجلي (شريشتي) والمرحلة الباقية هي المرحلة «المتضمنة في المطلَق». في رأي تيمني إن هذه المرحلة موصوفة «وصفًا جميلًا» في الستانزا الأولى عن التكوين في العقيدة السرية. لذا، فالكون في حالة البرالايا إنما هو في وعي شيفا. بل الحقيقة أنه «في وعيه دائمًا» وأن التغيرات التي ترتبط بالتجلي والبرالايا يمكن قراءتها على أنها لا تؤثر إلا في «محيط وعيه».
يخلق لوغوس النظام الشمسي في «العقل الإلهي» شكلًا فكريًّا يصبح قاعدة تأسيس نظامه. ويقول تيمني إن «جانب اللوغوس يوازي غير النفس، التي تسمى براهما، أو اللوغوس الثالث» في الثيوصوفية. ولكن العالم إذا فُهم على هذا النحو لا يمكن أن يكون مستقلًّا إلا إذا كان اللوغوس يحركه، كما أن «الصورة في ذهن الفنان لا يمكن أن تبقى إلا إذا كان الفنان يبث فيها الروح بتركيزه». يسمى الكون المخلوق الذي يحركه اللوغوس فشنو، وهو «الحياة المقيمة، واللوغوس الثاني»، في الثيوصوفية. «هذا يوافق فكرة الأناندا التي تُعد مبدأ رابطًا بين سات وسيت أو النفس وغير النفس» حسب رأي تيمني. ولكن عملية تشكير الفكرة هذه التي تحصل في الوعي لا في المادة، لا تؤثر على أي نحو من الأنحاء في «اللوغوس نفسه». فهو «باقٍ على ما كان»، وإن كان يدعم ويسبق وجوده وجود النظام الشمسي الذي يتحكم به. يقول سري كريشنا في باغافاد غيتا: «بخلقي العالم هذا وبثّي فيه الروح، أبقى». فهذا الجانب من اللوغوس، الذي لا يتغير والذي هو مستقل عن العالم الذي خلقه، «يسمى ماهيشا، أو اللوغوس الأول» في الثيوصوفية. شرح تيمني هذا فقال: «إنه الجانب المتنزّه، كمان أن فشنو هو الجانب الحاضر وبراهما هو الجانب المسجون من الألوهة، إذا صح التعبير. فأما الأول فهو مرتبط بالوعي المحض، وأنا الثاني فهو مرتبط بالحياة، وأما الثالث فمرتبط بالشكل». 
استعمل الثيوصوفيون مفهوم التناسخ المشترك في البوذية والهندوسية من أجل إثبات أن هذه الأديان لها حقيقة أو لُبّ واحد. لذا يعتقد ألفرد بيرسي سينيت، وهو من مؤلفي كتاب البوذية الخاصية، أن غوتاما بوذا هو واحد من الماهاتامات الذين ظهروا «على مر القرون». وفي الثيوصوفية أن تجسده الجديد حدث بعد ستين عامًا من موته، وكان شانكارا، وهو «الفيسلوف الفيدانتي العظيم». لم ينكر سينيت أن الباحث قليل العلم قد يؤكد على أن مولد شانكارا إنما كان بعد «ألف عام من موت بوذا، وسيلاحظ أيضًا كراهية شانكارا الشديدة للبوذية. ولكنه كتب أن بوذا ظهر في هيئة شانكارا ليملأ بعض الفجوات ويصلح بعض الأخطاء في تعاليمه القديمة.